# Portunus granulatus
Portunus granulatus är en kräftdjursart som först beskrevs av H. Milne Edwards 1834.  Portunus granulatus ingår i släktet Portunus och familjen simkrabbor. Inga underarter finns listade i Catalogue of Life.

## Bildgalleri

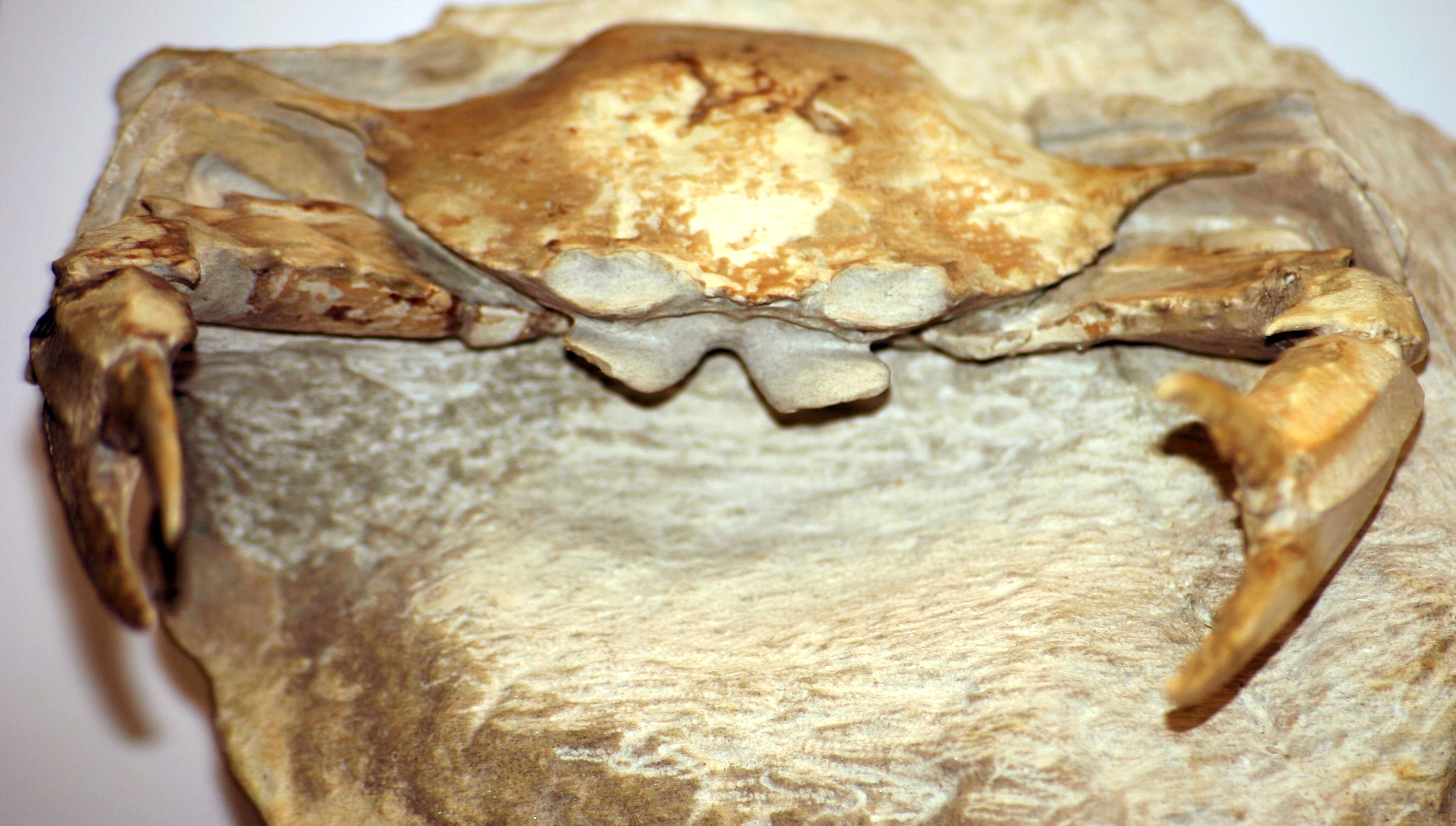